# Eremias stummeri
Espèce
Synonymes
- Eremias velox stummeri Wettstein, 1940
- Eremias multiocellata stummeri Wettstein, 1940

Eremias stummeri est une espèce de sauriens de la famille des Lacertidae.

## Répartition
Cette espèce est endémique du Kirghizistan. Elle se rencontre dans le bassin du lac Yssyk Koul.

## Publication originale
- Wettstein, 1940 : Eidechsen aus dem Tien-Shan-Gebiet. Zoologischer Anzeiger, vol. 130, no 3/4, p. 79-89.